# 小行星7517
小行星7517（英語：7517）是一颗围绕太阳公转的小行星。1989年1月3日，小島卓雄在千代田发现了此天体。
这颗小行星的绝对星等为55.44530611738949等。